# ワーズアンドミュージック
株式会社ワーズアンドミュージック（WORDS & MUSIC）は、日本の芸能事務所。1996年、株式会社River Wayとして設立された槇原敬之の個人事務所である。槇原のプライベートレーベルBuppuレーベルを運営している。

## 概要
- 1996年、槇原敬之の個人事務所株式会社River Wayとして設立。同時に当時所属していたレコード会社ワーナーミュージックジャパン内に同名のプライベートレーベル（現在は消滅）が発足。
- 1997年4月、社名を株式会社エイノートに変更。
- 2001年3月、社名を現在の有限会社ワーズアンドミュージックに変更。
- 2004年3月17日、元社長の中島三夫が社長在任中に当社の口座から約1億400万円を着服していたとして逮捕。
- 2005年頃、槇原のプライベートスタジオBuppu Studioを事務所内に設ける。
- 2006年頃、これまで事務所と同フロアにあったスタジオを同テナントの別フロアを全面スタジオにしたプライベートスタジオJingumae Buppu Studioを設ける。
- 2010年11月29日、独自レーベルBuppuレーベル設立。
- 2012年2月3日、自社制作のインターネットラジオ『槇原敬之の神宮前ヴェランダスタジオ』放送開始。ファンクラブへの呼び込みの際は社員が登場する。
- 2013年初頭、株式会社ワーズアンドミュージックに組織変更[1]。
- 2018年5月、2006年3月から2018年3月まで代表取締役であった男が覚醒剤取締法違反で起訴される。既に事件前の同年3月12日付で代表取締役から解任されていた。ワーズアンドミュージックは解任理由を「代表としての役務不履行によるもの」として事件との関係を否定している。同人は1999年に槇原とともに覚せい剤取締法違反で逮捕され、有罪判決を受けた。2013年から覚せい剤の使用を再開していた、と供述している[2]。

## Buppuレーベル
Buppu Label（ブップ・レーベル）は、槇原敬之の独自レーベルである。槇原の個人事務所であるワーズアンドミュージックが2010年11月29日に設立した。製造・販売はソニー・ミュージックソリューションズが担当（『林檎の花』は除く）。

### レーベル概要
2010年10月25日に槇原がデビュー20周年を迎え、11月29日に所属事務所ワーズアンドミュージックよりレーベル設立が発表された。【Buppu】とは、犬がゲップする時の英語の擬音語"burp"をもじったものである。2006年頃から稼働していたスタジオ名もレーベル名で統一されることとなった。独自レーベルのため、広報が不十分になり世間に知られる機会が少なかった。知人から『林檎の花』しか知らないと言われて、2025年にBuppu Label設立15周年を記念して、初のベスト盤『Buppu Label 15th Anniversary “Showcase!”』をリリースした。
J-more（エイベックス）在籍時に発表した作品に関してはiTunes Storeにおいては配信元が本レーベルに変更となり、原盤権をワーズアンドミュージックが保持している。
親会社のワーズアンドミュージックは、槇原の個人事務所であり、1996年に設立された。
槇原敬之のプライベートレーベルとしてはかつて所属していたワーナーミュージック・ジャパン内に1996年、River Wayが設けられたことがある。これは当時のワーナー日本法人代表であった小杉理宇造を代表に据え、同名の所属事務所を設立したのを機に設置されたもの。その後にワーナーミュージック・ジャパンから発売された槇原敬之のベストアルバム等にもレーベルはクレジットされていた。現在は消滅している。

### 販売委託企業
当レーベルの商品の販売は1997年～1999年まで所属していたソニー・ミュージックエンタテインメント（SME）の子会社ソニー・ミュージックマーケティング→ソニー・ミュージックソリューションズが担当する。ソニー・ミュージックショップのWEBサイトではソニー・ミュージックレーベルズ（Sony Records・SME Records）時代の商品およびBuppuレーベルの商品が販売されている。また、前所属のエイベックスの通販サイト・ミュゥモでも当レーベルの作品が発売されている。

### Buppuレーベルから発売された作品
| 発売日         | タイトル                                                              | 規格品番                                   | 形態                           | 概要 | 最高順位（オリコン）             |
| -------------- | --------------------------------------------------------------------- | ------------------------------------------ | ------------------------------ | --- | -------------------------------- |
| 2010年12月8日  | 林檎の花                                                              | -                                          | 配信限定                       | 槇原敬之の41枚目オリジナルシングル。今作は販売元が宝島社の関連会社宝島ワンダーネットで、サークルKサンクスとその関連会社ときめきドットコムでの限定発売だった。                                                                                     | 76位（iTunes Store2011年度年間） |
| 2011年3月11日  | 林檎の花                                                              | TCD-00001                                  | CD                             | 槇原敬之の41枚目オリジナルシングル。今作は販売元が宝島社の関連会社宝島ワンダーネットで、サークルKサンクスとその関連会社ときめきドットコムでの限定発売だった。                                                                                     | チャート対象外                   |
| 2011年5月25日  | Remember My Name                                                      | -                                          | 配信限定                       | iTunes Storeで7月に発売のアルバムHeart to Heartに先駆けて先行配信された。毎日放送『VOICE』「JUMP OVER WOMEN CANCER」→「MBS JUMP OVER CANCER」のコーナーテーマ曲                                                                                   | -                                |
| 2011年5月25日  | SYMPHONY ORCHESTRA CONCERT "cELEBRATION 2010" 〜Sing Out Gleefully!〜 | BUP-00004～5                               | CD                             | 2010年秋に行われたオーケストラ・コンサート「SYMPHONY ORCHESTRA CONCERT"cELEBRATION 2010" 〜Sing Out Gleefully!」の日本武道館最終日を収録したライブアルバムとDVD。                                                                                 | 52位                             |
| 2011年5月25日  | SYMPHONY ORCHESTRA CONCERT "cELEBRATION 2010" 〜Sing Out Gleefully!〜 | BUP-10001～2                               | DVD                            | 2010年秋に行われたオーケストラ・コンサート「SYMPHONY ORCHESTRA CONCERT"cELEBRATION 2010" 〜Sing Out Gleefully!」の日本武道館最終日を収録したライブアルバムとDVD。                                                                                 | 29位                             |
| 2011年6月8日   | GIFT スペシャル・シングル・コレクション                               | -                                          | 配信限定                       | 配信限定のシングルコレクションミニアルバム。 | -                                |
| 2011年7月13日  | Heart to Heart                                                        | -                                          | 配信限定                       | 槇原敬之の18枚目オリジナルアルバム。日本テレビ系「ヒルナンデス!」のテーマソング「LUNCH TIME WARS」等を収録。 | 1位(iTunes Store J-pop)          |
| 2011年7月27日  | Heart to Heart                                                        | BUP-00001～2（初回盤） BUP-00003（通常盤） | CD＋DVD（初回盤） CD（通常盤） | 槇原敬之の18枚目オリジナルアルバム。日本テレビ系「ヒルナンデス!」のテーマソング「LUNCH TIME WARS」等を収録。 | 6位                              |
| 2012年4月25日  | 恋する心達のために                                                    | BUP-50001                                  | CD                             | ミュージカル「コーヒープリンス1号店」テーマソング。c/wは「どんなときも。」のアレンジ版で、森永ミルクキャラメルCMソング。 | 32位                             |
| 2012年4月25日  | Makihara Noriyuki Concert Tour 2011-12 "Heart to Heart"               | BUP-10003～4                               | DVD                            | アルバム「Heart to Heart」を引っ提げて2011年9月から2012年1月にかけて43公演行われたコンサートツアー「Makihara Noriyuki Concert Tour 2011-12 "Heart to Heart"」のライブDVD。収録は2011年11月18日に東京国際フォーラムにて行われた                    | 23位                             |
| 2012年10月24日 | 四つ葉のクローバー                                                    | BUP-50002                                  | CD                             | フジテレビ系列火曜22時台ドラマ『ゴーイング マイ ホーム』の主題歌 | 26位                             |
| 2012年12月19日 | Dawn Over the Clover Field                                            | BUP-00007～8（初回盤） BUP-00009（通常盤） | CD＋DVD（初回盤） CD（通常盤） | 槇原敬之の19枚目オリジナルアルバム。 | 6位                              |
| 2013年11月16日 | Makihara Noriyuki Concert Tour 2013 "Dawn Over the Clover Field"      | BUP-10005～6                               | DVD                            | アルバム「Dawn Over the Clover Field」を引っ提げて2013年2月から6月にかけて計51公演行われたコンサートツアー「Makihara Noriyuki Concert Tour 2013 "Dawn Over the Clover Field"」のライブDVD。収録は2013年4月21日に東京国際フォーラムにて行われた    | 10位                             |
| 2014年1月22日  | Listen To The Music 3                                                 | BUP-00010～11                              | CD                             | 約8年振りとなる第三弾カバーアルバム。デビュー25年目を迎える槇原の「多大な影響を与えてくださった方の楽曲を、感謝を込めてカバーしたい」という想いが実現し、数多くの素晴しいアーティストと名曲との出逢いの中から敬意を込めて槇原自身が選曲したもの。 | 7位                              |
| 2014年2月26日  | Life Goes On〜like nonstop music〜                                    | BUP-50003                                  | CD                             | タイトル曲はフジテレビの情報番組「ノンストップ!」テーマソング。c/wの「君への愛の唄」は、ミュージカル「愛の唄を歌おう」のテーマ曲。 | 31位                             |
| 2014年9月24日  | Listen To The Music The Live ～うたのお☆も☆て☆な☆し 2014              | BUP-10007～8                               | DVD                            | カバーアルバム「Listen To The Music 3」を引っ提げて2014年3月から6月にかけて計39公演行われたコンサートツアー「Listen To The Music The Live ～うたのお☆も☆て☆な☆し」のライブDVD。収録は2014年6月11日に東京国際フォーラムにて行われた。              |                                  |

その他の槇原の作品は槇原敬之のディスコグラフィを参照。

## 槇原敬之OFFICIAL FAN CLUB『Smile Dog』
槇原敬之のファンクラブ。「'92 STOVE LEAGUE TOUR」の時にFC案内書を配布。雑誌にもFC会員の募集をかける。のちに槇原敬之は会報第1号で「FCが出来るのが遅くて怒っちゃうファンもいる」と話している。個人事務所設立前は1993年までは「株式会社Mother」、1994年以降は「株式会社MDプロダクツ」内に存在していた。
会報は2014年1月27日発行号で100号目を迎えた。
初年度年会費は入会金500円を含む4500円。継続年会費は4000円である。

### 会員特典
- 入会記念品『北風オルゴール』がプレゼントされる。以前と現在では絵柄が違う。
- 年4回（3月・6月・9月・12月）の会報発行
- 1年毎に継続記念品としてオリジナルグッズをプレゼント
- コンサートチケットの先行予約（抽選）
- オフィシャルHPにて、会員限定ページ（チャット）の閲覧が可能
- 通販で会員限定商品の販売
- 毎年年賀状、バースデイカードが送られてくる